# BOHBO No.5/神の島遥か国
『BOHBO No.5 / 神の島遥か国』（ボーボ・ナンバー・ファイヴ / かみのしま はるかくに）は、サザンオールスターズの51作目のシングル。「BOHBO No.5」と「神の島遥か国」との両A面シングル。タイシタレーベルから12cmCD・12インチレコード・カセットテープで2005年7月20日に発売された。
2014年12月17日からはダウンロード配信、2019年12月20日からはストリーミング配信が開始されている。

## 背景・リリース
Double A-side（両A面）と銘打って発売されたアルバム『キラーストリート』の先行シングル。
初回生産盤にはBOHBOくんステッカーが付属している。アナログ盤、カセット盤も発売されたが、全てジャケットが異なる。

## プロモーション
テレビ披露
| 放送日         | 番組名                                    | 放送局     | 披露曲         | 出典   |
| -------------- | ----------------------------------------- | ---------- | -------------- | ------ |
| 2005年7月29日  | ミュージックステーション                  | テレビ朝日 | 「BOHBO No.5」 | [ 10 ] |
| 2005年10月8日  | 音楽戦士 MUSIC FIGHTER                    | 日本テレビ | 「BOHBO No.5」 |        |
| 2005年11月30日 | 1億3000万人が選ぶ!ベストアーティスト 2005 | 日本テレビ | 「BOHBO No.5」 |        |

## チャート成績
2005年8月1日付のオリコン週間ランキングで初週14.7万枚を売り上げ、初登場3位を記録した。2003年に再発売した「勝手にシンドバッド」から続いた5作連続首位は本作で途切れたが、累計は25.9万枚（オリコン調べ）を売り上げた。
オリコンによる本作の登場週数は15週である。

## 収録曲
- 収録時間：16:05

1. BOHBO No.5 (4:58)
（作詞・作曲：桑田佳祐 / 編曲：サザンオールスターズ / 管編曲：山本拓夫）
トヨタ自動車『MORE THAN BEST』CMソング。
猥褻さと切なさが混じり合ったリズムと歌詞が特徴的な楽曲である[13]。タイトルの「BOHBO」（ボーボ）とは、九州地方での女性器の別称「ボボ」のことである[14][15]。エロティックな言葉の他にも、シリアスなメッセージも歌詞の中に取り入れている。これについては制作当時に様々な言葉を見聞きしたことが影響している旨を桑田が語っている[1]。
本楽曲では“BOHBOくん”というイメージキャラクターも誕生し、MVにも出演しており、同MVでは雷の直撃を受けた野沢秀行が変身した設定になっている[16]。
アルバムバージョンではボーカルとブラス音を強調している[17]。
2. 神の島遥か国 (4:10)
（作詞・作曲：桑田佳祐 / 編曲：サザンオールスターズ）
桑田出演のトヨタ自動車『MORE THAN BEST』CMソング。
タイトルは沖縄を指しており[18]、歌詞内には泡盛、オリオンビール、三線など沖縄・八重山にちなんだ言葉が多数登場する[19]。桑田が石垣島に旅行に行ったことがこの曲の制作のきっかけになっている[20]。ちなみに滞在中は悪天候だったといい、桑田は「ただ、それがよかったのかもしんないですよ、逆に（笑）。これも人生だと。もしピーカン（晴れ）だったらって考えると、もうちょっと別な歌い方になってたかもしんないですね、ビキニのオネエチャンが出てくるような歌い方にね（笑）」と語っている[1]。
MVは、宇宙からUFOで沖縄に不時着した宇宙人[注釈 1]と沖縄の人々のふれあいが描かれている[20]。
レコーディングには同じアミューズ所属で石垣島出身のBEGINのギタリスト、島袋優が三線と指笛で参加している。島袋がブリッジ直前で弾いている2小節間のメロディは沖縄民謡「てぃんさぐぬ花」である[2]
ライブでの演奏頻度はBOHBOよりもこちらの方が高く、サビパートでは会場が一体となって左右に手を振るのが定番となっている。
3. ブルーライトヨコハマ (3:10)
（作詞：橋本淳 / 作曲：筒美京平 / 編曲：サザンオールスターズ & 斎藤誠 & 片山敦夫 / 管編曲：包国充）
原由子ボーカル曲。1968年に発売されたいしだあゆみの「ブルー・ライト・ヨコハマ」のカバー。
4. リンゴ追分 (3:42)
（作詞：小沢不二夫 / 作曲：米山正夫 / 編曲：斎藤誠 & 片山敦夫）
1952年発売の美空ひばりの「リンゴ追分」をカバー。

## 参加ミュージシャン
- 桑田佳祐:Vocal(#1,2,4), Chorus(#1～4)、Electric Guitar(#1～3)
- 関口和之:Bass(#1～4)
- 松田弘:Drums(#1～4)
- 原由子:Keyboards, Chorus, Hammond Organ, Electric Piano(#1～4)、Vocal(#3)
- 野沢秀行:Percussion(#1,2)
- BOHBO No.5
  - 角谷仁宣:Computer Programming
  - 斎藤誠:Electric Guitar, Chorus
  - 片山敦夫:Piano, Chorus
  - 三沢またろう:Percussion
  - 山本拓夫:Tenor Saxophone
  - 竹野昌邦:Tenor Saxophone
  - 西村浩二:Trumpet
  - 荒木敏男:Trumpet
- 神の島遥か国
  - 角谷仁宣:Computer Programming
  - 斎藤誠:Electric Guitar
  - 片山敦夫:Hammond Organ
  - 島袋優 (BEGIN):三線, 指笛 (*by the courtesy of imperial Records / TEICHIKU ENTERTAINMENT, INC.)
- ブルーライトヨコハマ
  - 角谷仁宣:Computer Programming
  - 斎藤誠:Electric Guitar
  - 片山敦夫:Electric Piano, Synthesizer
  - 成田昭彦:Percussion
- リンゴ追分
  - 角谷仁宣:Computer Programming
  - 斎藤誠:Acoustic Guitar
  - 片山敦夫:Piano, Synthesizer
  - 山本拓夫:Soprano Saxophone
  - 成田昭彦:Percussion

## 収録アルバム
| 曲名                     | 作品名           | 備考                       |
| ------------------------ | ---------------- | -------------------------- |
| BOHBO No.5               | キラーストリート | アルバムバージョンを収録。 |
| BOHBO No.5               | 海のOh, Yeah!!   |                            |
| 神の島遥か国             | キラーストリート |                            |
| 神の島遥か国             | 海のOh, Yeah!!   |                            |
| ブルー・ライト・ヨコハマ | アルバム未収録   |                            |
| リンゴ追分               | アルバム未収録   |                            |

## ミュージック・ビデオ収録作品
| 曲名         | 作品名                                                            | 備考                    |
| ------------ | ----------------------------------------------------------------- | ----------------------- |
| BOHBO No.5   | FILM KILLER STREET (Director's Cut) & LIVE at TOKYO DOME          | DVD初回限定盤のみ収録。 |
| BOHBO No.5   | 21世紀の音楽異端児 (21st Century Southern All Stars Music Videos) |                         |
| 神の島遥か国 | FILM KILLER STREET (Director's Cut) & LIVE at TOKYO DOME          | DVD初回限定盤のみ収録。 |
| 神の島遥か国 | 21世紀の音楽異端児 (21st Century Southern All Stars Music Videos) |                         |

## ライブ映像作品
| 曲名         | 作品名                                                                                            | 備考 |
| ------------ | ------------------------------------------------------------------------------------------------- | --- |
| BOHBO No.5   | FILM KILLER STREET (Director's Cut) & LIVE at TOKYO DOME                                          | |
| 神の島遥か国 | FILM KILLER STREET (Director's Cut) & LIVE at TOKYO DOME                                          | |
| 神の島遥か国 | 桑田佳祐の音楽寅さん 〜MUSIC TIGER〜 あいなめBOX                                                  | 桑田佳祐ソロ名義の作品。DISC 1「♯01 桑田佳祐 追悼特別番組」収録。アンコールとしてアコースティックギターでの弾き語りで歌唱された。本放送されていない未公開映像でもある。 |
| 神の島遥か国 | SUPER SUMMER LIVE 2013 「灼熱のマンピー!! G★スポット解禁!!」 胸熱完全版                           | |
| 神の島遥か国 | LIVE TOUR 2019 “キミは見てくれが悪いんだから、アホ丸出しでマイクを握ってろ!!” だと!? ふざけるな!! | |
| 神の島遥か国 | THANK YOU SO MUCH                                                                                 | 完全生産限定盤のボーナスディスクに収録。『ROCK IN JAPAN FESTIVAL 2024 in HITACHINAKA』での歌唱シーン。                                                                  |